# Гербино
Ге́рбино (укр. Гербине) — село, относится к Балтскому району Одесской области Украины.
Население по переписи 2001 года составляло 540 человек. Почтовый индекс — 66111. Телефонный код — (4866). Занимает площадь 1,59 км². Код КОАТУУ — 5120681501.

## Местный совет
66111, Одесская обл., Балтский р-н, с. Гербино